# Piotr Abrasimow
Piotr Andriejewicz Abrasimow (ros. Пётр Андреевич Абрасимов; ur. 3 maja?/16 maja 1912 w Boguszewsku w obwodzie witebskim, zm. 16 lutego 2009 w Moskwie) – dyplomata i polityk radziecki.

## Początki kariery
W 1933 kończy technikum ze specjalnością elektromechanika. Do 1939 studiuje na wydziale historii Białoruskiego Uniwersytetu Państwowego. Dyplom otrzymuje w 1951 po wznowieniu studiów w trybie zaocznym. Formalnie otrzymuje później stopień doktora habilitowanego nauk historycznych. Wcześniej, w 1949, zaliczył 3 semestry w Wyższej Szkole Partyjnej przy KC WKP(b) w Moskwie. W latach 1931–1941 pracował na stanowiskach dyrektora klubu, komisarza filharmonii oraz dyrektora galerii obrazów w Witebsku i Brześciu.

## Lata wojenne
W czasie II wojny światowej pełnił służbę wojskową w Armii Czerwonej. We wrześniu 1939 brał udział w agresji ZSRR na Polskę jako czołgista. 22 września 1939 był uczestnikiem wspólnej defilady oddziałów niemieckich i radzieckich w Brześciu, którą odebrali kombrig Siemion Kriwoszein i niemiecki generał Heinz Guderian. Brał także udział w procesie przekazania miasta Armii Czerwonej przez Wehrmacht. Po tych wydarzeniach pozostał w Brześciu i objął w nim stanowisko zastępcy przewodniczącego Obwodowego Komitetu Wykonawczego. 22 czerwca 1941 w Pińsku uczestniczył w likwidacji niemieckiego desantu po ataku Niemiec na ZSRR. Następnie walczył jako czołgista w korpusie gen. Kriwoszeina (Kriwoszein poświęcił Abrasimowowi cały rozdział w wydanych w latach 60. wspomnieniach). W czasie okupacji niemieckiej zajmował różne stanowiska w Sztabie Głównym ruchu partyzanckiego na Białorusi. Współpracował tam blisko z kierującym nim Pantielejmonem Ponomarienko. Był zrzucany wielokrotnie za linię frontu, został dwukrotnie ranny w walkach w Niemcami. W 1941 uczestniczył w walkach o Rostów nad Donem. W 1942 został mianowany komisarzem politycznym brygady. W końcowej części wojny walczył pod dowództwem Konstantego Rokossowskiego w ramach 1 Frontu Białoruskiego, wojnę zakończył w stopniu pułkownika, otrzymując szereg odznaczeń.

## Kariera partyjno-państwowa
Członek WKP(b)/KPZR od 1940 do momentu rozwiązania partii (1991). Członek KC KPZR od 31 października 1961 do 25 lutego 1986. Uczestnik XXII, XXIII, XXIV i XXVI zjazdów KPZR. Deputowany Rady Najwyższej ZSRR 3-ciej, 4-tej i 6-tej kadencji (1950—1958). Deputowany Rady Najwyższej BSRR 4-tej i 6-tej kadencji. W latach 1946–1952 Abrasimow był stałym przedstawicielem rady ministrów Białoruskiej SRR przy radzie ministrów ZSRR (a więc odpowiednikiem dzisiejszego ambasadora Białorusi w Moskwie). Od 3 czerwca 1950 do 20 września 1952 oraz od 7 stycznia 1955 do 1 stycznia 1957 był sekretarzem KC Komunistycznej Partii Białorusi (KPB). Od 14 lutego 1954 członek Biura Politycznego KC KPB. Od grudnia 1948 do czerwca 1950 oraz od listopada 1952 do lipca 1955 pierwszy zastępca przewodniczącego Rady Ministrów Białoruskiej SRR. Od lutego 1961 do grudnia 1962 pierwszy sekretarz obwodowego komitetu KPZR w obwodzie smoleńskim.

## Kariera dyplomatyczna
W latach 1956–1957 radca ambasady ZSRR w Chinach. W okresie od 3 października (wręczenie listów uwierzytelniających 17 października) 1957 do 14 lutego 1961 ambasador ZSRR w PRL. Po okresie pracy w Smoleńsku powrócił do służby dyplomatycznej pełniąc od 15 grudnia 1962 do 18 września 1971 funkcję ambasadora ZSRR w NRD. 3 września 1971 razem z ambasadorami USA, Wielkiej Brytanii i Francji w RFN podpisywał w Berlinie „Czterostronne Porozumienie w sprawie Berlina Zachodniego”. Od września 1971 do kwietnia 1973 był ambasadorem ZSRR we Francji i jednocześnie od grudnia 1972 do kwietnia 1973 nosił tytuł ambasadora ZSRR na Madagaskarze. Od kwietnia 1973 do marca 1975 kierował wydziałem kadr oraz wyjazdów zagranicznych KC KPZR. Od marca 1975 do czerwca 1983 ponownie na stanowisku ambasadora ZSRR w NRD. W latach 1983–1985 przewodniczący Państwowego Komitetu Turystyki Zagranicznej ZSRR. W okresie od lutego 1985 do maja 1986 ambasador ZSRR w Japonii. Od maja 1986 przebywał na emeryturze. Pochowany na Cmentarzu Trojekurowskim w Moskwie.

## Życie prywatne
Ojciec Abrasimowa Andriej Iwanowicz, członek Czerwonej Gwardii, zginął w czasie rewolucji pod Orszą. Matka wychowywała samotnie Piotra Abrasimowa i jego siostrę. Miał dwie córki, urodzone w 1940 i 1941. Autor szeregu książek wspomnieniowych.

## Odznaczenia i wyróżnienia
- Order Lenina – czterokrotnie
- Order Rewolucji Październikowej
- Order Czerwonego Sztandaru
- Order Czerwonego Sztandaru Pracy
- Order Wojny Ojczyźnianej II klasy – dwukrotnie
- Order Czerwonej Gwiazdy – dwukrotnie
- Order Karla Marksa (NRD)
- Order „Złota Gwiazda Przyjaźni między Narodami” (NRD)
- Order Krzyża Grunwaldu III klasy (Polska)
- Honorowy obywatel Berlina
- Honorowy obywatel Żyrardowa

i inne